# Ercüment
Ercüment ist ein türkischer männlicher Vorname persischer Herkunft.

## Namensträger
- Ercüment Aslan (* 1976), türkischer Boxer
- Ercüment Aytaç (* 1965), österreichischer Schriftsteller türkischer Herkunft
- Ercüment Kafkasyalı (* 1985), türkischer Fußballspieler
- Ercüment Şahin (* 1968), schweizerisch-türkischer Fußballspieler und -trainer